# Kevin Gissi
Kevin Gissi (n. Ginebra, Suiza; 10 de septiembre de 1992) es un futbolista suizo de asendencia Italiana y Naturalizacion Argentina. Juega de delantero centro en el Club Atlético Brown de la Primera B Nacional.

## Biografía
Nació en la ciudad suiza de Ginebra en el año 1992, cuando su padre, el actual entrenador y exfutbolista argentino Oscar Gissi, jugaba en el CS Chênois. Su hermano mayor es el también futbolista Dylan Gissi, al igual que su hermana menor Maylis Gissi. Durante su niñez inició su carrera futbolística jugando en el club suizo Étoile Carouge FC, en posición de delantero centro. Durante el verano del año 2006, él y su familia regresaron a Argentina. En 2007 se sumó a la reserva del Arsenal Fútbol Club, aunque no pudo realizar ninguna aparición con el equipo.

### Servette FC
Tras residir cuatro años en Argentina, Kevin volvió a Suiza, donde fichó por el Servette Football Club Genève. Firmó contrato el día 6 de julio de 2012 y jugó en el club de Ginebra durante una temporada. Marcó su primer gol profesional en un partido de la Liga Europea de la UEFA contra el Gandzasar Kapan FC. En aquella competición fue eliminado en tercera ronda por Rosenborg BK.
Luego de Suiza, quedó como jugador libre y fue al CD Alcoyano. Luego se presentó al jugador oficialmente junto a Rubén Martínez.
Fichó por el FC Jurmala por todo 2014 para jugar la Virslīga 2014
En 2015 fue confirmado como 4.º refuerzo del CF Badalona de la Segunda División B de España. Por problemas en la llegada de su pase pudo participar solo de las últimas fechas, logrando no obstante hacer goles importantes. Esa buena actuación lo llevó a ser visto por Unió Esportiva Sant Andreu de España, donde ficharía por una temporada entera, transformándose en el pichichi del equipo y segundo en la tabla general, con 17 goles en todo el torneo.
Fue refuerzo de Rampla Juniors para el Campeonato Uruguayo 2016 donde realiza partidos destacados. Luego pasó al CA Fénix por pedido de Gustavo Ferrín donde compartió la delantera con Fabián Estoyanoff.
Luego de su paso por la primera División de Uruguay, se establece en Argentina. Su primer club en su vuelta a Argentina 2017/2018 fue  Club Sportivo Independiente rivadavia CSIR militando la segunda división. 
Su segundo club en Argentina fue club Deportivo Morón llegó en 2019 firmando un año de contrato con opción de compra. Un poco resistido al inicio logró afirmarse con el correr de los partidos. Al finalizar su primer año de contrato el club le ofrece comprarle el 50% del pase y renovarle. Seguido a eso el club logró clasificar a los playoffs de ascenso a primera división. 
Su actuación en club Deportivo Morón le permite llamar la atención de Asociación Atlética Estudiantes  club finalista y subcampeón 2021 de la categoría. Su paso  fue corto y le permitió recuperar el 100% de sus derechos económicos y federativos. 
Kevin Gissi en 2021 fue fichado por Técnico Universitario, club que milita en la Serie A del fútbol ecuatoriano, sin embargo tras diferencias contractuales rescindió su contrato. Fue anunciado por Piacenza Calcio de la Serie C de Italia.

## Clubes
| Club                    | País      | Año           | Partidos | Goles |
| ----------------------- | --------- | ------------- | -------- | ----- |
| Arsenal F. C.           | Argentina | 2007-2012     | 0        | 0     |
| Servette F. C.          | Suiza     | 2012-2013     | 3        | 1     |
| C. D. Alcoyano          | España    | 2013          | 7        | 2     |
| F. C. Jürmala           | Letonia   | 2014          | 7        | 5     |
| C.F Badalona            | España    | 2015          | 7        | 3     |
| U. E. Sant Andreu       | España    | 2015-2016     | 7        | 17    |
| Rampla Juniors F. C.    | Uruguay   | 2016          | 14       | 4     |
| C. A. Fénix             | Uruguay   | 2017          | 14       | 4     |
| Independiente Rivadavia | Argentina | 2017-2018     | 15       | 6     |
| AC Cuneo 1905           | Italia    | 2018-2019     | 18       | 3     |
| Deportivo Morón         | Argentina | 2019-2021     | 10       | 5     |
| Técnico Universitario   | Ecuador   | 2021          | 0        | 0     |
| Piacenza Calcio         | Italia    | 2021-2022     | 0        | 0     |
| A. C. Prato             | Italia    | 2022          | 0        | 0     |
| Manfredonia Calcio      | Italia    | 2022-2023     |          |       |
| Club Atlético Brown     | Argentina | 2023-presente |          |       |